# 紹斯蓋特 (甘露市)
紹斯蓋特（英文：Southgate）是一個位於加拿大英屬哥倫比亞省湯普森-尼古拉地區甘露市區南岸的一個鄰里社區。紹斯蓋特以東為達弗林；以北部分仍屬達弗林，東北端則以麥吉爾路接湯普森河大學；東以希爾塞德公墓相鄰下撒哈里；南以1號、5號、97號公路共線區段接上撒哈里。

## 交通
紹斯蓋特位於甘露市南岸撒哈里商圈和亞伯丁商城之間，境內多為商業用地並鮮少住戶。但也因其地理位置，社區內有市區公車路線經過和市區主要幹道聯絡此地。甘露交通系統共有五條路線駛經或是於社區界線的麥吉爾路經過；市區主要幹道的聖母道和希爾塞德路也有經過此區。
| 路線編號/名稱 | 共經站點 |
| ------------- | -------- |
| 4 太平道      | 9站      |
| 5 派恩維尤    | 4站      |
| 7 亞伯丁      | 2站      |
| 9 格蘭翼鴿    | 1站      |
| 10 TRU特快    | 4站      |

## 境內設施
- 希爾塞德公墓
- 沃爾瑪甘露店
- ICBC駕訓中心
- 肯納·卡特賴特自然公園（僅登山口部分）

## 資料來源
1. ↑  . City of Kamloops.   [2022-08-15]. Neighborhoods
2. ↑  https://www.bctransit.com/kamloops/schedules-and-maps/route-overview （页面存档备份，存于）?
3. ↑  .   [2022-07-25]. （原始内容存档于2022-02-18）.
4. ↑  .   [2022-07-25]. （原始内容存档于2022-07-27）.